# Norwood, Kentucky
Norwood är en ort i Jefferson County i Kentucky. År 2010 hade orten 370 invånare. Den har enligt United States Census Bureau en area på 0,3 km² med ett höjdläge på 168 meter över havet.